# جائزة البرتغال الكبرى 1995
جائزة البرتغال الكبرى 1995 هو سباق فورمولا 1 أقيم بتاريخ 24 سبتمبر 1995 في البرتغال. كان الثالث عشر من أصل 17 في بطولة العالم لسباقات الفورمولا واحد موسم 1995. حلّ البريطاني ديفيد كولتهارد أولا بينما جاء الألماني مايكل شوماخر في المركز الثاني وحصل على المركز الثالث البريطاني دايمون هيل.